# Harti Weirather
Hartmann „Harti” Weirather (ur. 25 stycznia 1958 w Reutte) – austriacki narciarz alpejski, mistrz świata i zdobywca 
Małej Kryształowej Kuli Pucharu Świata.

## Kariera
Pierwsze punkty w zawodach w zawodach Pucharu Świata zdobył 1 lutego 1979 roku w Villars, zajmując dwudzieste miejsce w zjeździe. Na podium zawodów tego cyklu pierwszy raz stanął 12 stycznia 1980 roku w Kitzbühel, gdzie rywalizację w tej konkurencji zakończył na drugiej pozycji. W zawodach tych rozdzielił Kanadyjczyka Kena Reada i Włocha Herberta Planka. Łącznie 18 razy stawał na podium pucharowych, odnosząc przy tym siedem zwycięstw: 15 grudnia 1980 roku w Val Gardena, 31 stycznia 1981 roku w St. Anton, 6 marca 1981 roku w Aspen, 15 stycznia 1982 roku w Kitzbühel, 23 stycznia 1982 roku w Wengen i 5 grudnia 1982 roku w Pontresinie triumfował w zjazdach. Najlepsze wyniki osiągnął w sezonie 1980/1981, kiedy to zajął ósme miejsce w klasyfikacji generalnej, a w klasyfikacji zjazdu zdobył Małą Kryształową Kulę.
Jego największym sukcesem jest złoty medal w zjeździe wywalczony podczas mistrzostw świata w Schladming w 1982 roku. W zawodach tych wyprzedził Szwajcara Conradina Cathomena i swego rodaka, Erwina Rescha. Był to jego jedyny medal wywalczony na międzynarodowej imprezie tej rangi. Był też siedemnasty w zjeździe na rozgrywanych trzy lata później mistrzostwach świata w Bormio. W 1980 roku wystąpił na igrzyskach olimpijskich w Lake Placid, zajmując dziewiąte miejsce w swej koronnej konkurencji.
W 1986 roku zakończył karierę.
Jego żona Hanni Wenzel oraz ich córka Tina Weirather także były narciarkami alpejskimi, reprezentując Liechtenstein.
W 1999 roku otrzymał Odznakę Honorową za Zasługi dla Republiki Austrii.

## Osiągnięcia

### Igrzyska olimpijskie
| Miejsce | Dzień     | Rok  | Miejscowość | Konkurencja | Czas biegu | Strata | Zwycięzca      |
| ------- | --------- | ---- | ----------- | ----------- | ---------- | ------ | -------------- |
| 9.      | 14 lutego | 1980 | Lake Placid | Zjazd       | 1:45,50    | +2,20  | Leonhard Stock |

### Mistrzostwa świata
| Miejsce | Dzień     | Rok  | Miejscowość | Konkurencja | Czas biegu | Strata | Zwycięzca         |
| ------- | --------- | ---- | ----------- | ----------- | ---------- | ------ | ----------------- |
| 9.      | 14 lutego | 1980 | Lake Placid | Zjazd       | 1:45,50    | +2,20  | Leonhard Stock    |
| 1.      | 6 lutego  | 1982 | Schladming  | Zjazd       | 1:55,10    | -      | -                 |
| 17.     | 3 lutego  | 1985 | Bormio      | Zjazd       | 2:06,68    | +2,84  | Pirmin Zurbriggen |

### Puchar Świata

#### Miejsca w klasyfikacji generalnej
- sezon 1978/1979: 53.
- sezon 1979/1980: 15.
- sezon 1980/1981: 8.
- sezon 1981/1982: 10.
- sezon 1982/1983: 13.
- sezon 1983/1984: 27.
- sezon 1984/1985: 54.
- sezon 1985/1986: 83.

#### Zwycięstwa w zawodach
1. Val Gardena – 15 grudnia 1980 (zjazd)
2. St. Anton – 31 stycznia 1981 (zjazd)
3. Aspen – 6 marca 1981 (zjazd)
4. Kitzbühel – 15 stycznia 1982 (zjazd)
5. Wengen – 23 stycznia 1982 (zjazd)
6. Pontresina – 5 grudnia 1982 (zjazd)

#### Pozostałe miejsca na podium
1. Kitzbühel – 12 stycznia 1980 (zjazd) – 2. miejsce
2. Lake Louise – 4 marca 1980 (zjazd) – 2. miejsce
3. Val Gardena – 14 grudnia 1980 (zjazd) – 2. miejsce
4. Garmisch-Partenkirchen – 10 stycznia 1981 (zjazd) – 3. miejsce
5. Wengen – 24 stycznia 1981 (zjazd) – 2. miejsce
6. Aspen – 5 marca 1981 (zjazd) – 2. miejsce
7. Garmisch-Partenkirchen – 13 lutego 1982 (zjazd) – 3. miejsce
8. Aspen – 5 marca 1982 (zjazd) – 2. miejsce
9. St. Anton – 5 lutego 1983 (zjazd) – 3. miejsce
10. Schladming – 4 grudnia 1983 (zjazd) – 2. miejsce
11. Val d’Isère – 9 grudnia 1983 (zjazd) – 3. miejsce